# 吉村马特海笋
吉村马特海笋（学名：Aspidopholas yoshimurai）是海螂目鸥蛤科的一种，舊屬雁蛤属，今屬盾海笋属。

## 分佈及棲息地
本物種只分佈於中国及日本沿岸，但主要分佈於南中国海一帶。
常栖息在潮间带下区及低潮线附近的坚硬石灰石或牡蛎的贝壳中。